# Malacophagula schlingeri
Malacophagula schlingeri är en tvåvingeart som beskrevs av Guilherme A.M.Lopes 1988. Malacophagula schlingeri ingår i släktet Malacophagula och familjen köttflugor.
Artens utbredningsområde är Peru. Inga underarter finns listade i Catalogue of Life.